# كازاخ الصين
الكازاخ، بالصينية (哈萨克族 )؛ حرفيا «المجموعة الكازاخية العرقية» هي عرقية من بين العرقيات الستة والخمسين المعترف بها رسميا في جمهورية الصين الشعبية.

## من أعلام الكازاخيين الصينيين
- عثمان باتور، أحد أبطال الكازاخيين الذين قاتلوا من أجل حرية الشعب الكازاخي وضد الكومينتانغ خلال العقدين 1940 و1950.
- كانات إسلام (مواليد 13 سبتمبر 1984)، ملاكم كازاخستاني، مثّل بلاده في الألعاب الأولمبية الصيفية في دورتي 2004 و2008.
- دليلخان سوجرباييف، قائد كازاخي ومن الذين قاتلوا ضد الحكومة القومية الصينية وسعى إلى الانضمام إلى الصينيين الشيوعيين في عام 1949.
- Jumabieke Tuerxun، من رياضيي فنون القتال المختلطة. وقد شارك سابقا في بطولة القتال النهائي.[3]
- مامير، مغني كازاخي شعبي.
- ييرجيت ييرزات، لاعب كرة قدم صيني.